# Syndicat national des journalistes
Syndicat national des journalistes (SNJ) ist eine 1918 gegründete Journalistengewerkschaft in Frankreich. Eine große Bedeutung hat sie auch als Gründungsmitglied der Union syndicale Solidaires und der Internationalen Journalisten-Föderation (Fédération internationale des journalistes; FIJ).

## Geschichte
Zum Ende des Ersten Weltkriegs sammelten sich am 9. Januar 1918 in Paris etwa 15 Journalisten, darunter auch einige Schriftsteller, um Vorbereitungen zu treffen, für ihren Berufsstand bessere Arbeitsbedingungen und eine bessere Reputation zu schaffen. Ihr Weg: die Gründung einer Gewerkschaft. Dieses Vorbereitungstreffen führte am 10. März zur Gründung dieser Organisation, die sie zunächst Association de défense et de discipline professionnelle (Verein für Verteidigung und Berufsdisziplin) nannten. Ausschlaggebend für die Gründung war die Erfüllung der folgenden vier Ziele: Zusammenarbeit mit den Presseverbänden, Hilfsvereinen und Rentenversicherungen, die schon zuvor wertvolle Arbeit geleistet hätten, und die Fortsetzung dieser wichtigen Aufgabe, Öffentlichkeitsarbeit zur Verbesserung des Ansehens dieses Berufsstandes, die Wahrung der Berufsrechte und die Gründungs eines Presseclubs.
Eine der ersten Aufgaben war die Fixierung eines Ehrenkodex, der die Mitglieder disziplinieren und auf eine moralisch korrekte Arbeit einstellen sollte, waren die Presseleute doch damals sehr verpönt. 1938 wurde er überarbeitet. Noch heute ist dieser Kodex für seine Mitglieder verpflichtend. Daran anschließend verfolgte man ebenso verpflichtende Regeln aufzustellen, nach denen ein Journalist beschäftigt sein sollte. Dies beinhaltete den Mindestlohn, den Achtstundentag, die Rechtsgültigkeit durch die eigene Unterschrift, wöchentliche Ruhezeiten, Urlaub, eine Schiedsgerichtsbarkeit und vieles mehr.  Während Ralph Messac den Status quo befürwortet, der mit einer gewissen Adaption alter Texte einherging, war Jean Senard vom Literaturteil des Figaro der Ansicht, dass ein höherer Presserat erforderlich sei, müssten Verstöße gegen den Ehrenkodex für Journalisten sanktioniert werden. Schließlich sei es die internationale Konferenz über die Verantwortung von Journalisten gewesen, die einen Monat zuvor in Straßburg stattgefunden habe und an der Vertreter aller Länder, einschließlich der UdSSR, teilgenommen hätten, die UNESCO gebeten hatte, die in rund vierzig Ländern vorhandenen Texte zusammenzuführen, um eine internationale Konferenz zum Ehrenkodex zu entwickeln. In einer Abschlusserklärung forderte das SNJ, „dass es sich ‚unerschütterlich für die Pressefreiheit einsetz[e]‘ und vertrat die Ansicht, dass dies nicht so weit gehen könne, dass schwere und unbestreitbare Verstöße gegen die im allgemeinen Interesse der Wahrheit und der beruflichen Würde festgelegten Regeln geduldet würden.“
Mit Georges Bourdon (1868–1938) kam 1922 bis zu seinem Tod ein Vorsitzender an die Führung der Gewerkschaft, dessen mit seiner Büste im Sitzungssaal des Gewerkschaftshauses noch heute gedacht wird: Er verstand es nach der Wahrnehmung der Gewerkschafter, der Organisation mit einem Berufsjournalisten-Gesetz den ihr zustehenden Status zu verleihen. Dieses stützt sich auf die Empfehlungen des Internationalen Arbeitsamtes und die Liga für Menschenrechte, zu deren Gründern er 1898 gehört hatte.
In der ersten Hälfte des 20. Jahrhunderts gab es nur zwei Presse-Gewerkschaften; neben der SNJ existierte noch die des Buchgewerbes. Auch gab es 1919 nur zwei Gewerkschaftsverbünde, die CGT und die 1919 gegründete CFTC.
Nach dem Zweiten Weltkrieg entstand im Unterschied zu 1919 eine breit gefächerte Gewerkschaftslandschaft in Frankreich. Die SNJ befand sich in den Nachwirkungen des Krieges, denn auch wenn die Befreiung euphorische Stimmung verbreitete, sollten die großen Streiks von 1947 die Einheit der Gewerkschaften zerstören: Die CGT löste sich auf, die SNJ nahm 1948 ihren autonomen Weg wieder auf, die Force ouvrière wurde gegründet und die CFTC – die sich bald in zwei Teile aufspaltete – eröffnete eine eigene Journalistenabteilung.
1974 gab es durch die Verabschiedung des Freiberuflergesetzes eine große Zäsur, an der die SNJ unter der Leitung ihres damaligen Vorsitzenden Ralph Messac wesentlichen Einfluss gehabt hat. Während des Kalten Kriegs wurde die SNJ politischer, distanzierte sich von den anderen Journalistengewerkschaften, befürwortete die Blockfreiheit und verließ Ende der 1970er Jahre die Internationale Journalisten-Föderation.
1989 kehrt die SNJ wieder zur FIJ zurück, weil jetzt honoriert werden konnte, dass neue Herausforderungen wie die Öffnung des europäischen Binnenmarktes Berücksichtigung fanden und dabei insbesondere dem Aufbau von Beziehungen zum Europäischen Gewerkschaftsbund 1993 Rechnung getragen wurde. Dabei wurde konstatiert, dass „die FIJ internationale Aktionen zur Verteidigung der Pressefreiheit und der sozialen Gerechtigkeit durch starke, freie und unabhängige nationale Journalistengewerkschaften fördert. [Darüber hinaus] unterstützt die FIJ Journalisten und ihre Gewerkschaften bei ihrem Kampf für ihre Gewerkschafts- und Berufsrechte und hat einen Internationalen Sicherheitsfonds eingerichtet, um Journalisten in Not humanitäre Hilfe zu leisten.“ Die FIJ repräsentiert 600.000 Mitglieder und ist in 139 Ländern vertreten.